# Keith Notary
Keith Ireland Notary (Merritt Island, 22 de enero de 1960) es un deportista estadounidense que compitió en vela en la clase Tornado. 
Participó en los Juegos Olímpicos de Barcelona 1992, obteniendo una medalla de plata en la clase Tornado (junto con Randy Smyth). Ganó una medalla de bronce en el Campeonato Mundial de Tornado de 1977.

## Palmarés internacional
| \| Juegos Olímpicos \| Juegos Olímpicos \| Juegos Olímpicos \| Juegos Olímpicos \| \| Año \| Lugar \| Medalla \| Clase \| \| ------------------ \| --------------------------- \| ----------------- \| ---------------- \| \| 1992 \| Barcelona (España) \| Medalla de plata \| Tornado \| \| Campeonato Mundial \| \| \| \| \| Año \| Lugar \| Medalla \| Clase \| \| 1977 \| Long Beach (Estados Unidos) \| Medalla de bronce \| Tornado \| |                             |                   |         |
| Juegos Olímpicos |                             |                   |         |
| Año | Lugar                       | Medalla           | Clase   |
| 1992 | Barcelona (España)          | Medalla de plata  | Tornado |
| Campeonato Mundial |                             |                   |         |
| Año | Lugar                       | Medalla           | Clase   |
| 1977 | Long Beach (Estados Unidos) | Medalla de bronce | Tornado |